# Liste des villes d'Irlande du Nord
Cet article concerne l'Irlande du Nord. Pour l'île dans son ensemble, voir Liste des villes d'Irlande. Pour l'État indépendant, voir Liste des villes de l'État d'Irlande.
Pour une liste alphabétique des localités, voir Liste des localités d'Irlande du Nord.
| 50 km1:1 546 000 Capitale de nation britannique Population > 50 000 hab. Population > 20 000 hab. Population < 20 000 hab. |

| Localisation de l'Irlande du Nord au Royaume-Uni |

| 50 km1:1 546 000 Capitale de nation britannique Population > 50 000 hab. Population > 20 000 hab. Population < 20 000 hab. |

| Localisation de l'Irlande du Nord au Royaume-Uni |

Cette liste des villes d'Irlande présente la liste des localités de l'île d'Irlande (État d'Irlande et Irlande du Nord) comptant au moins 10 000 habitants.

## Liste
| Rang | Nom               | Nom en irlandais       | Nom en scots d'Ulster             | Population intra-muros | Population de l'agglomération | Comté             | District                             | Coordonnées                 |
| ---- | ----------------- | ---------------------- | --------------------------------- | ---------------------- | ----------------------------- | ----------------- | ------------------------------------ | --------------------------- |
| 1    | Belfast           | Béal Feirste           | Bilfawst/Bilfaust                 | 341 877                | 595 879                       | Antrim / Down     | Belfast                              | 54° 35′ 47″ N, 5° 55′ 48″ O |
| 2    | Londonderry/Derry | Doire/Doire Cholmcille | Lunnonderrie/Derrie               | 93 512                 | 105 066                       | Londonderry/Derry | Derry City and Strabane              | 54° 59′ 45″ N, 7° 18′ 27″ O |
| 3    | Craigavon         | Creag Abhann           |                                   | 72 301                 | 72 301                        | Armagh            | Armagh City, Banbridge and Craigavon | 54° 16′ N, 6° 14′ O         |
| 4    | Newtownabbey      | Baile na Mainistreach  |                                   | 65 646                 | 65 646                        | Antrim            | Antrim and Newtownabbey              | 54° 39′ 25″ N, 5° 54′ 25″ O |
| 5    | Bangor            | Beannchar              | Bengor                            | 61 011                 | 61 011                        | Down              | Ards and North Down                  | 54° 40′ N, 5° 40′ O         |
| 6    | Lisburn           | Lios na gCearrbhach    |                                   | 45 370                 | 45 370                        | Antrim / Down     | Lisburn and Castlereagh              | 54° 30′ 43″ N, 6° 01′ 52″ O |
| 7    | Ballymena         | An Baile Meánach       | Bellamaina/Bellamena/Seiven Tours | 29 551                 | 29 551                        | Antrim            | Mid and East Antrim                  | 54° 52′ N, 6° 17′ O         |
| 8    | Newtownards       | Baile Nua na hArda     | Newton/Newtonairds                | 28 050                 | 28 050                        | Down              | Ards and North Down                  | 54° 35′ 28″ N, 5° 40′ 48″ O |
| 9    | Carrickfergus     | Carraig Fhearghais     | Carrick/Craigfergus               | 27 998                 | 27 998                        | Antrim            | Mid and East Antrim                  | 54° 42′ 58″ N, 5° 48′ 32″ O |
| 10   | Newry             | Iúr Cinn Trá/An tIúr   | Newrie                            | 26 967                 | 26 967                        | Down              | Newry, Mourne and Down               | 54° 10′ 34″ N, 6° 20′ 56″ O |
| 11   | Coleraine         | Cúil Rathain           | Cowlrain/Cowlraine                | 24 634                 | 24 634                        | Londonderry/Derry | Causeway Coast and Glens             | 55° 07′ 59″ N, 6° 39′ 40″ O |
| 12   | Antrim            | Aontroim               | Antrìm/Anthrim/Entrim             | 23 375                 | 23 375                        | Antrim            | Antrim and Newtownabbey              | 54° 43′ 02″ N, 6° 12′ 20″ O |
| 13   | Portadown         | Port a' Dúnáin         | Portadoun/Portadoon               | 22 100                 | 22 100                        | Armagh            | Armagh City, Banbridge and Craigavon | 54° 25′ 16″ N, 6° 27′ 30″ O |
| 14   | Omagh             | An Ómaigh              | Omey                              | 19 659                 | 19 659                        | Tyrone            | Fermanagh and Omagh                  | 54° 35′ 53″ N, 7° 18′ 32″ O |
| 15   | Larne             | Latharna               | Lairne                            | 18 755                 | 18 755                        | Antrim            | Mid and East Antrim                  | 54° 51′ 06″ N, 5° 48′ 48″ O |
| 16   | Banbridge         | Droichead na Banna     | Bannbrig                          | 16 637                 | 16 637                        | Down              | Armagh City, Banbridge and Craigavon | 54° 20′ 56″ N, 6° 16′ 12″ O |
| 17   | Armagh            | Ard Mhacha             | Airmagh                           | 14 777                 | 14 777                        | Armagh            | Armagh City, Banbridge and Craigavon | 54° 21′ 00″ N, 6° 39′ 17″ O |
| 18   | Dungannon         | Dún Geanainn           |                                   | 14 340                 | 14 340                        | Tyrone            | Mid Ulster                           | 54° 30′ N, 6° 46′ O         |
| 19   | Enniskillen       | Inis Ceithleann        | Inniskillin                       | 13 823                 | 13 823                        | Fermanagh         | Fermanagh and Omagh                  | 54° 20′ 42″ N, 7° 38′ 24″ O |
| 20   | Strabane          | An Srath Bán           | Stràbane                          | 13 172                 | 13 172                        | Tyrone            | Derry City and Strabane              | 54° 50′ N, 7° 28′ O         |
| 21   | Limavady          | Léim a' Mhadaidh       | Limavadie                         | 12 032                 | 12 032                        | Londonderry/Derry | Causeway Coast and Glens             | 55° 03′ 11″ N, 6° 56′ 46″ O |
| 22   | Cookstown         | An Chorr Chríochach    | Cookestoun/Cookstoon              | 11 599                 | 11 599                        | Tyrone            | Mid Ulster                           | 54° 38′ 49″ N, 6° 44′ 42″ O |
| 23   | Holywood          | Ard Mhic Nasca         | Halywid                           | 11 257                 | 11 257                        | Down              | Ards and North Down                  | 54° 38′ 10″ N, 5° 50′ 42″ O |
| 24   | Downpatrick       | Dún Pádraig            | Doonpetèrick/Doonpetherick        | 10 822                 | 10 822                        | Down              | Newry, Mourne and Down               | 54° 19′ 19″ N, 5° 42′ 11″ O |
| 25   | Ballymoney        | Baile Monaidh          | Bellymoney                        | 10 402                 | 10 402                        | Antrim            | Causeway Coast and Glens             | 55° 04′ 16″ N, 6° 30′ 29″ O |